# Aeolochroma purpurissa
Aeolochroma purpurissa là một loài bướm đêm trong họ Geometridae.